# ラインガウ
ラインガウ (Rheingau) は、ドイツの地域 (Region) のひとつである。ヘッセン州の南西端でライン川の右岸、北に向かって流れていたライン川が、左に直角に向きを変え、西に向かって流れる部分の、北岸の丘陵地である。
「ガウ」(Gau) とは、フランク王国の時代に制定された地域のことである。ラインガウは8世紀にその地名の現れるフランク王国の王領地であったが、9世紀・10世紀にマインツ大司教領に編入された。中世末期、住民は自由を獲得したものの、1527年にはその特権を奪われた。1803年ナッサウ（Nassau）に、1866年 プロイセンに、1945年以降ヘッセン州に帰属した。「-ガウ」が、現在残っているのはドイツに14あるワイン栽培地域名のラインガウだけで、ラインガウはワインの生産地域名としてのみ用いられている。地名としてはオランダのマースガウに残っている。ライン地溝帯の中心部に位置し、現行の行政区画ではダルムシュタット行政管区ラインガウ＝タウヌス郡に属す。
地名表記は、788年 „Rînahgawe“,  795年 „Rînecgowe“,  1085年 „Rînegowe“と変遷した。本来の地名を構成していた3個の部分の内、真ん中の部分、すなわち、Eisenachなど多くの河川名に使われている-ach,-ahが弱化、さらに消失して今日の形になった。-gauは、-au,-aueの「集合形」（Kollektivbildung）で「（水辺の）地帯」を意味した。

## ワイン
ラインガウのワインは、ドイツのワインの中でも最も華やかで偉大なワインといわれている。栽培されているぶどうは、8割近くはドイツで最高級品種とされるリースリングで、シュロス・ヨハニスベルガーやシュロス・フォルラーツなど、ワイン好きの人なら一度は飲んでみたい銘柄がいくつもある。かつては貴族や修道院の畑であったが、現在は「鷲のマーク」の国立醸造所管理となり、伝統を守っているところもいくつかある。この地域の貴腐ワインは、フランスのソーテルヌ、ハンガリーのトカイとともに著名な貴腐ワインの一つに数えられる。
フランクフルト市内、フランクフルト空港からおよそ50キロ走れば、ワイン醸造所が見られる。空港からはアウトバーンのA3号線（ケルン方面行き）からA66（ヴィースバーデン方面行き）に乗り、そのまま走り続ければエストリッヒ、ヴィンケル、リューデスハイムなどワイン畑が広がる村々へ小一時間で行ける。
英語では、ラインのワインのことをホック (Hock) というが、これはこの地域にあるホホハイム村 (Hochheim) に由来する。
ゲーテは1814年9月、ブレンターノ（Brentano）家がヴィンケル（Winkel）に所有していた別荘（Landgut）に滞在したが、彼のための書斎も提供されていた。屋敷から見る風景を愛で、ラインワイン、特に「1811年産」を愛飲した。